# SHV31
AQUOS SERIE mini SHV31（アクオス セリエ ミニ エスエイチブイ サンイチ）は、シャープによって日本国内向けに開発された、auブランドを展開するKDDIおよび沖縄セルラー電話の第3.9世代移動通信システム（au 4G LTE/au VoLTE）、第4世代移動通信システム（au 4G LTE CA/WiMAX2+）対応スマートフォンである。

## 概要
SHL24の事実上の後継機種で、同社製のau向け端末としては初めてVoLTEに対応した。その代わり日本国内での3G（CDMA2000 1x）エリアによる音声通話（CDMA2000 1xRTT）、およびデータ通信（1xEV-DO Rel.0/Rev.A/MC-Rev.A）にはそれぞれ非対応となっている。音量ボタンも側面物理キーへ変更された。
その他、人工知能機能「エモパー」および最大192kHz/24bitによるハイレゾリューションオーディオファイルの再生機能の対応、700MHz帯エリアのサービスの対応も同社製のau向け端末としては初めて採用された。

SIMロック解除の義務化が開始される前に発売された機種のため、SIMロック解除が出来ず、また、mineoおよびUQ mobileでは、SIMロック解除が必須となるため利用出来ない。

## 沿革
- 2015年1月19日 - KDDI、およびシャープより公式発表。
- 2015年1月29日 - 全国で発売。

## その他機能
※PC向けWebブラウザが標準装備されている。携帯向けサイト(EZWeb)は他のスマートフォンやPCと同じく閲覧不可。
| 主な機能・対応サービス                                                  | 主な機能・対応サービス                                                | 主な機能・対応サービス              | 主な機能・対応サービス        |
| ----------------------------------------------------------------------- | --------------------------------------------------------------------- | ----------------------------------- | ----------------------------- |
| auウィジェット Webブラウザ                                              | LISMO! for Android (ハイレゾ音源対応版) メディアプレイヤー LISMO WAVE | おサイフケータイ NFC                | ワンセグ フルセグ DLNA        |
| au one メール PCメール Gmail EZwebメール                                | デコレーションメール デコレーションアニメ                             | Friends Note                        | PCドキュメント                |
| au Smart Sports Run & Walk Karada Manager ゴルフ(web版) Fitness、歩数計 | GPS 方位計                                                            | au oneナビウォーク au one助手席ナビ | au one ニュースEX au one GREE |
| かんたんメニュー じぶん銀行                                             | 緊急速報メール                                                        | Bluetooth                           | 無線LAN機能 (Wi-Fi)           |
| 赤外線通信                                                              | WIN HIGH SPEED au 4G LTE                                              | グローバルパスポート                | auフェムトセル                |
| microSD microSDHC microSDXC                                             | モーションセンサー(6軸)                                               | 防水 防塵                           | 簡易留守録 着信拒否設定       |